# Tarauacá (gemeente)
Tarauacá is een gemeente in de Braziliaanse deelstaat Acre. De gemeente telt 40.024 inwoners (schatting 2017).

## Aangrenzende gemeenten
De gemeente grenst aan Cruzeiro do Sul, Feijó, Jordão, Marechal Taumaturgo, Porto Walter, Eirunepé (AM), Envira (AM), Guajará (AM) en Ipixuna (AM).